# Troy Deeney
Troy Matthew Deeney (Birmingham, 29 juni 1988) is een Engels voetballer die doorgaans als aanvaller speelt. Hij verruilde Birmingham City in augustus 2023 transfervrij voor Forest Green Rovers.

## Clubcarrière
Deeney speelde bij de amateurs van Chelmsley Town toen hij daar werd gezien door het hoofd jeugdopleiding van Walsall. Dat leidde in juli 2006 tot zijn eerste profcontract. Deeney ging niet meteen voor  Walsall spelen, maar werd eerst verhuurd aan Halesowen Town, ook een amateurclub. Na zijn terugkeer, maakte hij in september 2007 zijn eerste profdoelpunt, in de League One tegen Millwall. Deeney stond uiteindelij vier seizoenen onder contract bij Walsall. Daarin speelde hij 123 competitiewedstrijden waarin hij 27 doelpunten maakte.
Deeney tekende op 4 augustus 2010 een tweejarig contract bij Watford, op dat moment actief in de Championship. Dezelfde dag nog debuteerde hij, als invaller voor Marvin Sordell tegen Norwich City In maart 2013 tekende hij een nieuw contract dat hem tot 2016 aan de club verbond. In het seizoen 2012/13 scoorde hij twintig keer in veertig competitiewedstrijden. Enkel Glenn Murray (30), Jordan Rhodes (28), Charlie Austin (24), Matěj Vydra (20) en Chris Wood (20) scoorden meer in de competitie. De club streed lang mee om promotie, maar eindigde op de derde plaats. In de play-offs verloor Watford de eerste wedstrijd tegen Leicester City met 1–0. In de terugwedstrijd stond de club in de 95e minuut met 2–1 voor toen het een penalty tegen kreeg. De penalty werd gemist en uit de counter die volgde, maakte Deeney de 3–1. Daardoor ging Watford alsnog door. Toch wisten ze geen promotie naar de Premier League af te dwingen omdat Crystal Palace de beslissende ontmoeting won. 
Deeney werd in 2014/15 met 21 doelpunten tweede op de topscorerlijst in de Championship, achter Daryl Murphy (27). Zijn ploeggenoten en hij eindigden dat jaar op de tweede plaats in de competitie en promoveerden zo rechtstreeks naar de Premier League. Hij verlengde in juli 2015 zijn contract bij de club  tot medio 2020. Na het behalen van een dertiende plaats in de Premier League in 2015/16 tekende hij opnieuw een contractverlenging bij Watford, deze keer tot medio 2021. Deeney speelde in maart 2018 zijn 300e competitiewedstrijd voor Watford. Hij maakte die dag het enige doelpunt van de wedstrijd, waardoor zijn team en hij met 1–0 wonnen van West Bromwich Albion. Deeney slaagde er met Watford vijf seizoenen in om in de Premier League te blijven, maar kon in 2019/20 degradatie niet ontlopen. Twaalf maanden later vierde hij voor de tweede keer in zijn carrière een promotie naar de hoogste klasse. Voor Deeney zat het er na elf jaar Watford wel op. Hij viel tijdens de eerste twee speelronden van het nieuwe seizoen nog twee keer in, maar vertrok in augustus 2021 naar Birmingham City.

## Buiten het voetbal
Deeney speelde bij Watford toen hij de gevangenis in ging. Hij kreeg een celstraf van drie maanden voor een vechtpartij . De club besloot om hem niet te ontslaan. De aanvaller keerde na zijn celstraf gewoon terug. In de gevangenis raakte Deeney bevriend met een aantal mannen en hij beloofde dat hij ze zou uitnodigen, wanneer hij in de Premier League tegenover United zou staan. Deeney heeft zich aan die belofte gehouden: “Een aantal van mijn vrienden uit de gevangenis komt kijken”, zegt de aanvoerder van Watford. “Ik had ze gezegd dat dit zou gebeuren en het is uitgekomen.”
“Wanneer mensen mij afschrijven, presteer ik het best”, vervolgt Deeney. “In de gevangenis hakte ik de knoop door en toen wist ik dat ik zou gaan slagen als profvoetballer. Ik kon natuurlijk niet zeggen welke club me zou kopen of behouden, daar had ik niets over te zeggen, maar ik wist op dat moment gewoon wat er met mijn leven zou gaan gebeuren. Ik zal zeker niet terugkeren naar de gevangenis. Mensen kunnen mij uitdagen en helemaal gek maken, maar dat gaat echt niet meer gebeuren.”

## Clubstatistieken
| Seizoen | Club            | Competitie     | Duels | Doelp. |
| ------- | --------------- | -------------- | ----- | ------ |
| 2006/07 | Walsall         | League Two     | 2     | 0      |
| 2007/08 | Walsall         | League One     | 35    | 1      |
| 2008/09 | Walsall         | League One     | 45    | 12     |
| 2009/10 | Walsall         | League One     | 42    | 14     |
| 2010/11 | Watford         | Championship   | 36    | 2      |
| 2011/12 | Watford         | Championship   | 43    | 11     |
| 2012/13 | Watford         | Championship   | 42    | 20     |
| 2013/14 | Watford         | Championship   | 44    | 24     |
| 2014/15 | Watford         | Championship   | 42    | 21     |
| 2015/16 | Watford         | Premier League | 38    | 13     |
| 2016/17 | Watford         | Premier League | 37    | 10     |
| 2017/18 | Watford         | Premier League | 29    | 5      |
| 2018/19 | Watford         | Premier League | 32    | 9      |
| 2019/20 | Watford         | Premier League | 27    | 10     |
| 2020/21 | Watford         | Championship   | 19    | 7      |
| 2021/22 | Watford         | Premier League | 2     | 0      |
| 2021/22 | Birmingham City | Championship   | 21    | 4      |
| 2022/23 | Birmingham City | Championship   | 33    | 7      |
| Totaal  | Totaal          | Totaal         | 551   | 163    |